# Мастерская керамики Франсиску Бреннанда
Мастерская Керамики Франсиску Бреннанда — бразильский музей искусств, расположенный в городе Ресифи, столице штата Пернамбуку, который был создан местным художником Франсиску Бреннандом, имя которого носит архитектурный ансамбль. Монументальный комплекс — музей и ателье с работами Бреннанда, которые вдохновлены, большей частью, бразильской мифологией. Многие работы несут сексуальный подтекст.

## История
Мастерская Бреннанда возникла в 1971 году на месте развалин завода, производившего кирпич и керамическую плитку в начале XX века, принадлежавшего отцу Франсиску Бреннанда. Бывший завод, унаследованный художником, находился на землях плантаций сахарного тростника и фабрики для производства сахара имени Святых Космия и Дамиана, в исторической части района Варзеа, в окружении остатков тропического леса (мата атлантикa) и реки Капибарибе, основного источника воды для г. Ресифи.

## Коллекция

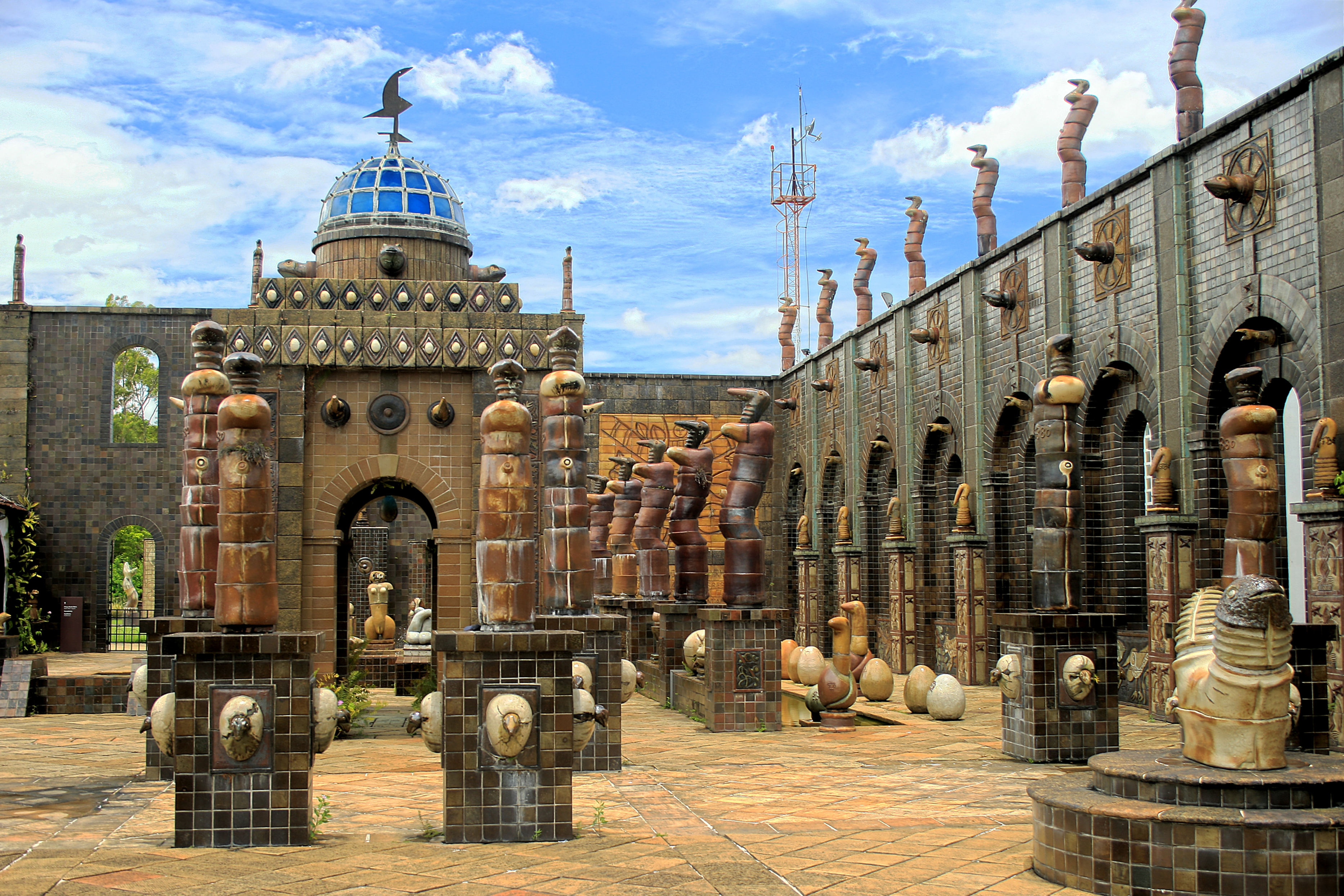
Центральный Храм.

Коллекция музея насчитывает более 2 тысяч образцов, представленных скульптурами и картинами.

## Физические характеристики
Здания занимают 15  км² площади. В комплекс входят: Академия изящных искусств (галерея), Амфитеатр, Салон Скульптур, Центральный Храм, Храм жертвоприношений, Стадион (площадь, предназначенная для проведения мероприятий), концертный зал, церковь, магазин, кафе, а также сады, спроектированные в стиле Бурле-Маркса.

## Художник Франсиску Бреннанд
Франсиску де Паула Коимбра де Алмейда Бреннанд (Ресифи, 11 июня 1927 г. - Ресифи, 19 декабря 2019 г).
Талант Бреннанда проявился ещё в школе, когда он рисовал карикатуры учителей и коллег. Его обучение проводилось с художниками из Пернамбуку, особенно с мастером фрески Мурило Ла Грека и ландшафтным дизайнером Альваро Аморимом.
В 20 лет Бреннанд принял участие в 6-м художественном салоне Государственного музея Пернамбуку, когда он получил первый приз за живопись под названием «Второе видение Святой Земли», с пейзажем, идеализированным из прогулок в поместье Энгеню-Сан-Жуан, принадлежащего его отцу. В следующем году он снова принял участие в Художественном салоне Пернамбуку, отправив пять картин, одновременно получив первый приз за работу «Братство в молитве» и почетное упоминание за «Автопортрет как кардинальный инквизитор», вдохновленный портретом «Кардинальный инквизитор» худохника Эль Греко.
Между 1948-1949 и 1950-1952 гг. Бреннанд жил в Париже и посетил другие европейские страны для изучения живописи и керамики (Италия) и для посещения галерей и музеев. Он познакомился с современными художниками, такими как Фернан Леже, посещая уроки живописи с Андре Лот.
Франсиско Бреннанд был известным и признанным художником в Бразилии и за рубежом. Одна из его самых известных работ - Bacardi Export Ceramic Wall в Майами.